# Acanthocinus nodosus
Acanthocinus nodosus es una especie de escarabajo longicornio del género Acanthocinus, tribu Acanthocinini, subfamilia Lamiinae. Fue descrita científicamente por Fabricius en 1775.
La especie se mantiene activa durante los meses de abril, mayo, junio, julio, agosto, septiembre y octubre.

## Descripción
Mide 18-27 milímetros de longitud.

## Distribución
Se distribuye por Estados Unidos.